# Yaginumaella strandi
Yaginumaella strandi är en spindelart som beskrevs av Zabka 1981. Yaginumaella strandi ingår i släktet Yaginumaella och familjen hoppspindlar. Inga underarter finns listade i Catalogue of Life.